# D級潜水艦 (アメリカ海軍)
D級潜水艦 (D-class submarine) は、アメリカ海軍の潜水艦の艦級。フォアリバー造船所で3隻が建造された。当初はナーワル、グレイリング、サーモンの艦名であったが、1911年11月17日に3隻とも改名された。

## 同型艦
- ナーワル D-1 (USS Narwhal/D-1, SS-17)

　就役:1909年11月23日　退役:1922年2月8日
　1911年11月17日よりD-1に改称、名の由来はクジラ目イッカク科の単一種歯鯨イッカクの英名。
- グレイリング D-2 (USS Grayling/D-2, SS-18)

　就役:909年11月23日　退役:1922年1月18日
　1911年11月17日よりD-2に改称、名の由来はサケ科カワヒメマス属に属する淡水魚の総称。
- サーモン D-3 (USS Salmon/D-3, SS-19)

　就役:1910年9月8日　退役:1922年3月20日
　1911年11月17日よりD-3に改称、名の由来はサケ科サケ属・タイセイヨウサケ属に属する大部分の降海魚の総称。